# Barbara Amaral
Barbara Amaral, es una actriz, presentadora y actriz de doblaje brasileña.

## Biografía
Natural de Belo Horizonte, Minas Gerais, Brasil, inició su trayectoria en las artes escénicas al estudiar en la Pontificia Universidad Católica de Minas Gerais. Posteriormente, continuó su formación en Río de Janeiro, donde se involucró en una variedad de proyectos, incluyendo telenovelas, obras teatrales y comerciales publicitarios.
Posteriormente, en Buenos Aires, Argentina, se especializó en actuación para televisión en el Centro Artístico de Selección de Talentos (Cast) de Telefé. Tiempo después, se trasladó a Lisboa, Portugal, donde estudió presentación para televisión y radio. 

## Carrera
Entre otros proyectos, interpretó el papel de Rita, coprotagonista en la telenovela Campanas en la noche de Telefé, y fue la protagonista del spin-off de dicha telenovela titulado La otra cara de Rita. Además, participó en la cuarta temporada de la serie 1 contra todos interpretando a Dulce.
Como presentadora, encabezó el programa Fox Fans en el canal Fox. Asimismo, formó parte del elenco de la serie web argentina Distopía, donde interpretó a Victoria Surrey.

## Filmografía

### Como actriz

#### Televisión
- Campanas en la noche, como Rita.
- La otra cara de Rita, como Rita.
- 1 contra todos, como Dulce.
- Distopía, como Victoria Surrey.
- Salve Jorge
- Rei David
- Cheias de charme
- Aquele beijo
- Impacto vida

#### Teatro
- Talvez Todos Os Dragões Dessa Vida Sejam Príncipes e Princesas
- Gabriela como Cabriela.
- Um novo ator

#### Cine
- Tim Maia
- Pacification

### Como presentadora

#### Televisión
- Fox Fans